# Steinakirchen am Forst
Steinakirchen am Forst is een gemeente in de Oostenrijkse deelstaat Neder-Oostenrijk, gelegen in het district Scheibbs (SB). De gemeente heeft ongeveer 2400 inwoners.

## Geografie
Steinakirchen am Forst heeft een oppervlakte van 34,96 km². Het ligt in het centrum van het land, ten westen van de hoofdstad Wenen en ten zuidwesten van de deelstaathoofdstad Sankt Pölten.
Gaming · Göstling an der Ybbs · Gresten · Gresten-Land · Lunz am See · Oberndorf an der Melk · Puchenstuben · Purgstall an der Erlauf · Randegg · Reinsberg · Scheibbs · Sankt Anton an der Jeßnitz · Sankt Georgen an der Leys · Steinakirchen am Forst · Wang · Wieselburg · Wieselburg-Land · Wolfpassing
- Gemeinsame Normdatei: 4608799-0
- MusicBrainz: 0ff96615-661e-49ae-aece-81ded83e272d
- Virtual International Authority File: 248729524
- WorldCat: E39PBJjHhTKhvmr9TkV7TYj6Kd